# Nitriti
Nitritni ion ima kemijsku formulu NO2-. Nitrit (uglavnom natrijev nitrit) široko se koristi u kemijskoj i farmaceutskoj industriji. Nitritni anion prodoran je međuprodukt u ciklusu dušika u prirodi. Naziv nitrit može se odnositi i na organske spojeve s -ONO skupinom, koji su esteri dušične kiseline.

## Proizvodnja
Natrijev nitrit industrijski se proizvodi propuštanjem mješavine dušikovih oksida u vodenu otopinu natrijevog hidroksida ili natrijevog karbonata:
{\displaystyle {\ce {{NO}+ {NO2}}}+{\begin{Bmatrix}{\ce {2NaOH}}\\{\ce {Na2CO3}}\end{Bmatrix}}{\ce {-> 2 NaNO2}}+{\begin{Bmatrix}{\ce {H2O}}\\{\ce {CO2}}\end{Bmatrix}}}
Proizvod se pročišćava rekristalizacijom. Nitriti alkalnih metala termički su stabilni do i iznad svoje točke taljenja (441 °C za KNO2). Amonijev nitrit može se napraviti od dušikovog trioksida, N2O3, koji je formalno anhidrid dušične kiseline:
2 NH3 + H2O + N2O3 → 2 NH4NO2

## Struktura
Nitritni ion ima simetričnu strukturu (C2v simetrije), s obje N-O veze jednake duljine i veznim kutom od oko 115°. U teoriji valentne veze opisuje se kao rezonantni hibrid s jednakim doprinosima dvaju kanonskih oblika koji su međusobno zrcalne slike. U teoriji molekularne orbite, postoji sigma veza između svakog atoma kisika i atoma dušika, te delokalizirana pi veza napravljena od p orbitala na atomima dušika i kisika koja je okomita na ravninu molekule. Negativni naboj iona jednako je raspoređen na dva atoma kisika. I atomi dušika i kisika nose slobodni par elektrona. Prema tome, nitritni je ion Lewisova baza.

## Reakcije

### Kiselinsko-bazna svojstva
Nitrit je konjugirana baza slabe dušične kiseline:
HNO2 ⇌ H+ + NO2-;     p<i id="mwUw">K</i> <sub id="mwVA">a</sub> ≈ 3,3 na 18 °C
Dušična kiselina također je vrlo hlapljiva – u plinovitoj fazi postoji pretežno kao transplanarna molekula. U otopini je nestabilna s obzirom na reakciju disproporcionalnosti:
3 HNO2 (aq) ⇌ H3O+ + NO3- + 2 NO
Ova reakcija je spora na 0 °C. Dodavanje kiseline otopini nitrita u prisutnosti reducirajućeg agensa, kao što je željezo(II), način je za proizvodnju dušikovog oksida (NO) u laboratoriju.

### Oksidacija i redukcija
Formalno oksidacijsko stanje atoma dušika u nitritu je +3. To znači da se može ili oksidirati do oksidacijskih stanja +4 i +5, ili reducirati do oksidacijskih stanja kao što je -3. Standardni redukcijski potencijali za reakcije koje izravno uključuju dušičnu kiselinu prikazani su u donjoj tablici:
| Polureakcija                          | E0 (V) |
| ------------------------------------- | ------ |
| NO3- + 3 H+ + 2 e− ⇌ HNO2 + H2O       | +0.94  |
| 2 HNO2 + 4 H+ + 4 e− ⇌ H2N2O2 + 2 H2O | +0.86  |
| N2O4 + 2 H+ + 2 e− ⇌ 2 HNO2           | +1.065 |
| 2 HNO2+ 4 H+ + 4 e− ⇌ N2O + 3 H2O     | +1.29  |

Podaci se mogu proširiti na produkte u nižim oksidacijskim stanjima. Na primjer:
H2N2O2 + 2 H+ + 2 e− ⇌ N2 + 2 H2O;     E 0 = +2,65 V
Reakcije oksidacije obično rezultiraju stvaranjem nitratnog iona, s dušikom u oksidacijskom stanju +5. Na primjer, oksidacija s permanganatnim ionom može se koristiti za kvantitativnu analizu nitrita (titracijom):
5 NO2-+ 2 MnO4- + 6 H+ → 5 NO3- + 2 Mn2+ + 3 H2O
Produkt reakcija redukcije s nitritnim ionom varira, ovisno o korištenom redukcijskom sredstvu i njegovoj jačini. Sa sumpornim dioksidom produkti su NO i N2O; s kositrom(II) (Sn2+) produkt je hiponitrozna kiselina (H2N2O2); redukcija do amonijaka (NH3) događa se sumporovodikom. Uz hidrazinijev kation (N2H5+) produkt redukcije nitrita je hidrazojeva kiselina (HN3), nestabilni i eksplozivni spoj:
HNO 2 + N2H5+→ HN3 + H2O + H3O+
koji također može dalje reagirati s nitritima:
HNO2 + HN3 → N2O + N2 + H2O
Ova reakcija je neobična po tome što uključuje spojeve s dušikom u četiri različita oksidacijska stanja.

### Analiza nitrita
Nitrit je otkriven i analiziran Griessovom reakcijom, koja uključuje stvaranje tamnocrvene azo boje nakon obrade NO2- sadrži uzorak sa sulfanilnom kiselinom i naftil-1-aminom u prisutnosti kiseline.

### Koordinacijski kompleksi
Nitrit je ambidentatni ligand i može tvoriti širok raspon koordinacijskih kompleksa vežući se na metalne ione na nekoliko načina. Dva primjera su: crveni nitrito kompleks [Co(NH3)5(ONO)]2+ koji je metastabilan, izomerizirajući se u žuti nitro kompleks [Co(NH3)5(NO2)]2+. Nitrite obrađuje nekoliko enzima, od kojih svi koriste koordinacijske komplekse.

## Biokemija
U nitrifikaciji, amonij se pretvara u nitrit. Važne vrste uključuju Nitrosomonas. Druge bakterijske vrste kao što je Nitrobacter, odgovorne su za oksidaciju nitrita u nitrate.
Nitrit se može reducirati u dušikov oksid ili amonijak uz pomoć mnogih vrsta bakterija. U hipoksičnim uvjetima, nitrit može otpustiti dušikov oksid, što uzrokuje snažnu vazodilataciju. Opisano je nekoliko mehanizama za pretvorbu nitrita u NO, uključujući enzimsku redukciju ksantin oksidoreduktazom, nitrit reduktazom i NO sintazom (NOS), kao i neenzimske reakcije kiselog disproporcioniranja.

## Toksičnost
Postojanje nitritnih iona u uzorcima vode i izvorima hrane za ljude može uzrokovati različite ljudske bolesti. Na primjer, nitriti mogu proizvesti <i id="mwARc">N</i>-nitrozamine u prisutnosti sekundarnih amina za koje se sumnja da uzrokuju rak želuca. Oni također mogu reagirati s hemoglobinom stvarajući methemoglobin koji smanjuje kapacitet krvi za nošenje kisika u koncentraciji od 50 mg kg−1 dječje hrane u dojenčadi i male djece. Prisutnost nitrata može uzrokovati isti učinak zbog njegove transformacije u nitrit u probavnom sustavu ili smanjenjem mikroba u prehrambenim proizvodima. Epidemiološke studije dosljedno pokazuju da je konzumacija hrane tretirane nitritima povezana s većim rizikom od raka.

## Upotreba

### Kemijski prekursor
Azo boje i druge boje pripremaju se postupkom zvanim diazotizacija, za koji je potreban nitrit.

### Nitriti u konzerviranju hrane i biokemiji
Natrijev nitrit koristi se za ubrzanje stvrdnjavanja mesa i za davanje atraktivne boje. Studija Britanskog udruženja proizvođača mesa iz 2018. utvrdila je da zakonski dopuštene razine nitrita nemaju utjecaja na rast bakterije Clostridium botulinum koja uzrokuje botulizam, u skladu s mišljenjem Savjetodavnog odbora Ujedinjenog Kraljevstva za mikrobiološku sigurnost hrane da nitriti nisu potrebni kako bi se spriječio rast bakterije Clostridium botulinum i produljio rok trajanja. U SAD-u se meso ne može označiti kao "suhomesnato" bez dodatka nitrita. U nekim zemljama suhomesnati se proizvodi proizvode bez nitrata ili nitrita, te bez nitrita iz biljnog izvora. Parmska šunka, koja se proizvodi bez nitrita od 1993. godine, 2018. godine prijavljeno je da nije uzrokovala nijedan slučaj botulizma.
Kod miševa hrana bogata nitritima zajedno s nezasićenim mastima može spriječiti hipertenziju, što je jedno od objašnjenja očitog zdravstvenog učinka mediteranske prehrane. Međutim, pokazalo se da dodavanje nitrita mesu stvara poznate karcinogene; Svjetska zdravstvena organizacija (WHO) upozorava da bi jedenje 50 g mesa prerađenog nitritima na dan povećalo rizik od dobivanja raka crijeva za 18% tijekom života. Preporučene maksimalne granice Svjetske zdravstvene organizacije u pitkoj vodi su 3 mg L−1 i 50 mg L−1 za nitrit i nitratne ione, redom.

#### Sušenje mesa
U reakciji s mioglobinom mesa, nitrit daje proizvodu poželjnu ružičasto-crvenu "svježu" boju, kao što je to kod usitnjene govedine. U SAD-u se nitrit službeno koristi od 1925. godine. Prema znanstvenicima koji rade za industrijsku grupu American Meat Institute, ova upotreba nitrita započela je u srednjem vijeku. Povjesničari i epidemiolozi tvrde da je raširena upotreba nitrita u sušenju mesa usko povezana s razvojem industrijske prerade mesa. Francuski istraživački novinar Guillaume Coudray tvrdi da se mesna industrija odlučuje sušiti svoje meso nitritima iako je utvrđeno da ta kemikalija stvara nitrozo spojeve koji izazivaju rak.

## Organski nitriti
U organskoj kemiji nitriti su esteri dušične kiseline i sadrže nitrozo-funkcionalnu skupinu. Nitro spojevi sadrže skupinu C–NO2. Nitriti imaju opću formulu RONO, gdje je R arilna ili alkilna skupina. Amil nitrit i drugi alkil nitriti imaju vazodilatacijsko djelovanje i s njima se mora oprezno rukovati u laboratoriju. Ponekad se koriste u medicini za liječenje srčanih bolesti. Klasična reakcija za sintezu alkil nitrita je Meyerova sinteza u kojoj alkil halogenidi reagiraju s metalnim nitritima u smjesu nitroalkana i nitrita.

## Sigurnost
Pokazalo se da dodavanje nitrita mesu stvara poznate karcinogene kao što su nitrozamini; Svjetska zdravstvena organizacija (WHO) upozorava da bi jedenje 50 g mesa prerađenog nitritima na dan povećalo rizik od dobivanja raka crijeva za 18% tijekom života; prerađeno meso odnosi se na meso koje je transformirano fermentacijom, sušenjem nitrita, soljenjem, dimljenjem ili drugim procesima radi poboljšanja okusa ili očuvanja. Pregledom više od 400 studija Svjetske zdravstvene organizacije zaključeno je, 2015., da postoji dovoljno dokaza da prerađeno meso uzrokuje rak, posebice rak debelog crijeva; Međunarodna agencija WHO-a za istraživanje raka (IARC) klasificirala je prerađeno meso kao kancerogeno za ljude
Nitrit (uneseni) u uvjetima koji rezultiraju endogenom nitrozacijom, točnije proizvodnjom nitrozamina, IARC je klasificirao kao "Vjerojatno kancerogen za ljude"

## Vanjske poveznice
- Sigurnosno-tehnički list, natrijev nitrit ( arhiva )
- ATSDR – Studije slučaja u medicini za zaštitu okoliša – Toksičnost nitrata/nitrita ( arhiv ) – Ministarstvo zdravstva i društvenih službi SAD (javna domena)
- Članak o toksičnosti nitrita